# دوغ هندرسون (سياسي)
دوغ هندرسون (بالإنجليزية: Doug Henderson) هو نقابي وسياسي بريطاني، ولد في 9 يونيو 1949 في إدنبرة في المملكة المتحدة. حزبياً، نشط في حزب العمال.

## مناصب
- في الانتخابات العمومية للمملكة المتحدة 1987 [الإنجليزية]‏، انتخب عضو البرلمان الخمسون للمملكة المتحدة عن دائرة نيوكاسل أبون تاين الشمالية خلال فترته النيابية ‏ (11 يونيو 1987 – 16 مارس 1992).
- في الانتخابات العامة في المملكة المتحدة 1992 [الإنجليزية]‏، انتخب عضو البرلمان الحادي والخمسون للمملكة المتحدة عن دائرة نيوكاسل أبون تاين الشمالية خلال فترته النيابية ‏ (9 أبريل 1992 – 8 أبريل 1997).
- في الانتخابات العامة في المملكة المتحدة 1997 [الإنجليزية]‏، انتخب عضو البرلمان الثاني والخمسون للمملكة المتحدة عن دائرة نيوكاسل أبون تاين الشمالية وقد انضم خلال فترته النيابية ‏ (1 مايو 1997 – 14 مايو 2001) للكتلة البرلمانية حزب العمال.
- في الانتخابات العامة في المملكة المتحدة 2001، انتخب عضو برلمان المملكة المتحدة الـ53 عن دائرة نيوكاسل أبون تاين الشمالية وقد انضم خلال فترته النيابية ‏ (7 يونيو 2001 – 11 أبريل 2005) للكتلة البرلمانية حزب العمال.
- في الانتخابات العامة في المملكة المتحدة 2005، انتخب عضو برلمان المملكة المتحدة الـ54 عن دائرة نيوكاسل أبون تاين الشمالية وقد انضم خلال فترته النيابية ‏ (5 مايو 2005 – 12 أبريل 2010) للكتلة البرلمانية حزب العمال.
- انتخب وزير الدولة لشؤون أوروبا (المملكة المتحدة) (5 مايو 1997 – 28 يوليو 1998).
- انتخب Minister of State for the Armed Forces [الإنجليزية]‏ (28 يوليو 1998 – 29 يوليو 1999).